# José Concepción Pinto y Castro
José Concepción Pinto y Castro, abogado costarricense (San José, Costa Rica 1829 - San José, Costa Rica 1898). Sus padres fueron Antonio Pinto Soares, jefe de Estado en 1842, y María del Rosario Castro y Ramírez. Casó en 1859 con Aurelia Montealegre Fernández, hija de Mariano Montealegre Bustamante, primer diplomático y primer vicejefe de Estado de Costa Rica.
Se graduó de licenciado en Leyes en la Universidad de San Carlos de Guatemala. Fue secretario del Presidente de Guatemala Rafael Carrera y Turcios.
Fue magistrado y fiscal de la Corte Suprema de Justicia de Costa Rica, gobernador de la Provincia de San José en 1859 y 1870, miembro suplente por San José de la Asamblea Constituyente de 1869 y Jefe del Sello Nacional.
Tuvo una activa participación en actividades de beneficencia. Fue uno de los fundadores de la Hermandad de la Caridad de San José y presidió la Junta de Caridad de San José.
- Datos: Q6291940